# NickMusic
A NickMusic egy amerikai fizetős televíziós hálózat, amely a Paramount Global tulajdonában van. A Nickelodeon társcsatornája.  A ViacomCBS Domestic Media Networks Kids and Family Group egységének része, és főleg fiatalabb popművészek videoklipjeit és zenével kapcsolatos programjait sugározza, amelyek vonzóak a Nickelodeon célközönsége számára.
2002-ben alapították MTV Hits néven, 2016-ban NickMusic lett a neve.
2021. június 1-jén Európában - így Magyarországon is - elindult, az MTV Music 24 helyett. Magyarországon egyedül a Direct One (korábban UPC Direct), és a TamaNET Solutions kínálatában érhető el, az MTV Music 24 is csak a Direct One-nál volt fogható.

## Fordítás
Ez a szócikk részben vagy egészben  a   NickMusic című angol Wikipédia-szócikk ezen változatának fordításán alapul.  Az eredeti cikk szerkesztőit annak laptörténete sorolja fel. Ez a jelzés csupán a megfogalmazás eredetét és a szerzői jogokat jelzi, nem szolgál a cikkben szereplő információk forrásmegjelöléseként.